# Thomas Schlück
Thomas Schlück (* 24. November 1943) ist ein deutscher Übersetzer, Herausgeber und Literaturagent.

## Leben
Schlück begann als Übersetzer und gründete 1973 seine Literaturagentur. Er war zu Anfang vorwiegend auf dem Gebiet der Fantasy- und Science-Fiction- und Kriminalliteratur tätig, betreut aber heute Autoren aus allen Gebieten der Literatur, sowie auch Illustratoren. 1997 wurde seine Agentur für Literatur und Illustration in eine GmbH umgewandelt, in der auch seine Frau Eva Schlück und sein Sohn Bastian Schlück tätig sind.
Übersetzt hat Schlück Werke von Ray Bradbury, Henry Slesar, P. D. James, Keith Roberts, Isaac Asimov, Fritz Leiber, James White, Edgar Rice Burroughs, Jack Williamson, Poul Anderson, Harry Harrison, Jack Vance, Lyon Sprague de Camp, Frank Herbert, Roger Zelazny, Lin Carter, Christopher Priest, Tanith Lee, Michael Moorcock, Arthur C. Clarke, Denis Ronald Sherman, Kenneth Bulmer, Olaf Stapledon und weiteren. Auch gab er gegen Ende der 1960er Jahre, zusammen mit Walter Ernsting, beim Heyne Verlag in der Science-Fiction-Reihe eine Subreihe mit Kurzgeschichtensammlungen (Galaxy, Bd. 10–14) heraus.